# Resource Investigator
Resource Investigator (česky „Shánil“, „Vyhledávač zdrojů“) je označení pro jednu ze skupinových rolí ve třídění dle Belbina.

## Charakteristika
- bývá nejoblíbenějším členem týmu
- mezi jeho charakteristiky patří uvolněnost, družnost, společenskost, všeobecný zájem
- jeho reakce bývají pozitivní, jeho počáteční zájem však často rychle opadá
- jeho význam je i v tom, že se často pohybuje mimo skupinu a přináší nové kontakty či nové informace
- snadno navazuje nová přátelství
- je sběhlý v jednání – diplomatickém, obchodním, je však obvykle obtížné ho zastihnout tam, kde by měl být
- bývá považován za zdroj nových nápadů – tato představa je mylná – má pouze širokou síť kontaktů, odkud nové nápady přináší, sám nebývá tvůrcem, pouze efektivně ohodnocuje, které nápady by mohly být použitelné
- pro svoje jednání potřebuje povzbuzení ostatních, jinak jeho zájem k práci ochabuje
- umí improvizovat a pracovat pod tlakem
- občas podléhá krátkodobému nadšení – když toto nadšení odpadne, zapomíná na plnění úkolů, které si předsevzal
- zaměřuje se na věci, které ho baví, nemusí jít o věci podstatné vzhledem ke skupině
- brání stagnaci týmu, je hlavním komunikačním článkem s okolním světem

## Základní přínosy
- je nadšený a komunikativní extrovert
- objevuje příležitosti
- rozvíjí kontakty

## Přípustné slabiny
- je nadmíru optimistický
- může ztratit zájem po opadnutí počátečního nadšení